# 喬·弗雷澤
約瑟夫·威廉·佛雷澤（英語：Joseph William Frazier，1944年1月12日—2011年11月7日），小名喬·佛雷澤（Joe Frazier），綽號冒煙喬（英語：Smokin' Joe），生於美國南卡羅萊那州博福特（Beaufort），前世界重量級拳擊冠軍。職業生涯為1965年至1976年，1981年曾經短暫復出。與穆罕默德·阿里曾經進行過三場著名的比賽。

## 生平
2011年，因肝癌過世。

## 逸事
他曾在電影《洛奇》中客串演出自己。